# 维斯塔塞拉纳
维斯塔塞拉纳是巴西帕拉伊巴州的一个市镇。总面积61.361平方公里，总人口3172人，人口密度51.7人/平方公里。